# Флаг Хорольского муниципального округа
Флаг Хоро́льского муниципального района Приморского края Российской Федерации — опознавательно-правовой знак, служащий официальным символом муниципального образования.
Флаг утверждён 6 апреля 2012 года и 2 июля 2012 года внесён в Государственный геральдический регистр Российской Федерации с присвоением регистрационного номера 7743.

## Описание
«Прямоугольное двухстороннее полотнище с отношением ширины к длине 2:3, разделённое на части зелёного и малинового цвета ломаной линией, соединяющей точки на краях полотнища (делящих край полотнища в отношении 3:7) и точку в середине полотнища, отстоящую от нижнего края на 1/5 ширины полотнища. В середине полотнища на зелёной части — жёлтый сноп риса с белыми зёрнами, перевитый жёлтой лентой, на малиновой части — перекрещённые жёлтые обушки».

## Обоснование символики
Хорольский муниципальный район — район сельскохозяйственный, основным видом деятельности которого является выращивание зерновых культур, особенно возделывание риса. Из промышленных предприятий Хорольского муниципального района градообразующим предприятием района является ООО «Ярославская горнорудная компания», основным профилем которой является добыча шпата, используемого в металлургии, и его переработка. Вскрышные работы по добыче руды ведутся открытым способом, что на флаге района показано свободными краями оконечности, углубляющейся к середине подобно котловану.
Символика флага Хорольского муниципального района многозначна:
— сноп риса — символизирует район как основного производителя этого ценного продукта в Приморском крае. Колосья риса, собранные в единый сноп, — символ единения, возрождения, изобилия;
— малиновая часть полотнища — символ Вознесенского и Пограничного месторождений шпата, поскольку этот минерал часто окрашен в красновато-розовый, иногда фиолетовый цвет;
— обушки (инструмент рудоискателя) — символ основного градообразующего предприятия Хорольского муниципального района ООО «Ярославская горнорудная компания»;
— зелёный цвет — символизирует весну, здоровье, природу, молодость и надежду;
— малиновый цвет (пурпур) — символ власти, славы, почёта, благородства происхождения, древности;
— жёлтый цвет (золото) — символ высшей ценности, величия, богатства, урожая;
— белый цвет (серебро) — символ чистоты, открытости, божественной мудрости, примирения.

## История

Проект флага

В 2008 году был проведён конкурс проектов герба и флага Хорольского района. Геральдический совет при Президенте Российской Федерации дважды отклонял предложенные проекты герба и флага.
3 декабря 2009 года, на заседании Думы Хорольского муниципального района, депутаты отклонили проект решения «Об утверждении Положения о гербе и флаге Хорольского муниципального района Приморского края». По мнению депутатов, предложенные к рассмотрению эскизы, не отображают специфики Хорольского района ни в цветовой гамме, ни в содержащихся в них элементах. Схематичное изображение колоса (23 зерна в нём соответствует количеству населённых пунктов) не похоже ни на одну из сельскохозяйственных культур, выращиваемых на полях Хорольского района. Также, по мнению депутатов районной Думы, Геральдический Совет не одобрил цветовые сочетания.

## См. также

Флаги муниципальных образований Хорольского муниципального района
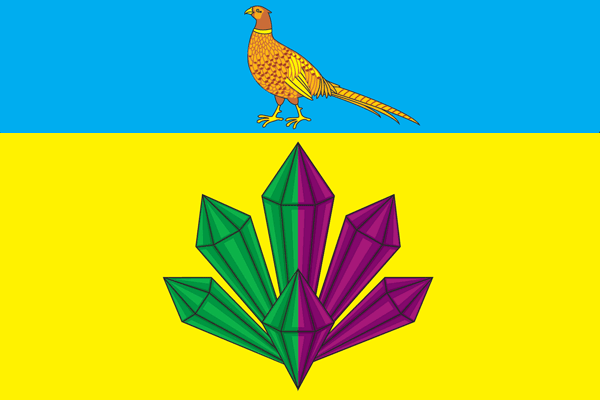
Флаг Ярославского городского поселения